# 上村源之丞
上村 源之丞（うえむら げんのじょう）は、江戸時代前期から昭和初期にかけて存在した人形師。15代まで続いた。

## 歴代

### 初代
上村 源之丞（うえむら げんのじょう、生年不詳 - 天正19年（1591年））は、安土桃山時代から江戸時代前期にかけて活躍した人形師。
西宮の人形遣い百太夫が淡路島の引田家の娘と結婚し、その間に生まれた子とされている。その後、淡路国三条村（現在の兵庫県淡路島）の淡路人形芝居の家元を務めた。以後、引田家の当主は代々上村源之丞を名乗った。

### 三代目
慶安4年（1651年）に阿波国の2代徳島藩主・蜂須賀忠英より上村日向掾の称号を許された。

### 十五代目
明治末頃に源之丞座の拠点を徳島県徳島市に移した人物。しかし、1945年（昭和20年）7月4日の徳島大空襲で稲荷座は道具類一式とともに焼失、人形芝居の代名詞であった源之丞座は滅んだ。

## 登場作品
テレビドラマ
- TBS『水戸黄門 第28部』（2000年 演：園田裕久）